# Kisou
Kisou (jap. 鬼葬) – trzeci album japońskiej grupy Dir En Grey wydany w 2002. Wszystkie teksty napisał Kyo.

## Lista utworów
1. -kigan- (鬼眼 -kigan-) (4:05)
2. ZOMBOID (4:24)
3. 24 Cylinders (24個シリンダー) (6:08)
4. FILTH (4:55)
5. Bottom of the death valley (5:55)
6. embryo (5:40)
7. 「Shinsou」 (｢深葬｣) (2:06)
8. Gyakujou tannou Keloid Milk (逆上堪能ケロイドミルク) (4:43)
9. The Domestic Fucker Family (3:08)
10. undecided (4:53)
11. -mushi- (蟲 -mushi-) (6:28)
12. 「Shinsou」 (｢芯葬｣) (0:59)
13. JESSICA (4:13)
14. -karasu- (鴉 -karasu-) (5:26)
15. Pink Killer (ピンクキラー) (3:51)
16. 「Shinsou」 (｢神葬｣) (3:03)